# Spořitelna a muzeum (Železný Brod)
Městská spořitelna a muzeum je funkcionalistická budova v Železném Brodě.

## Historie

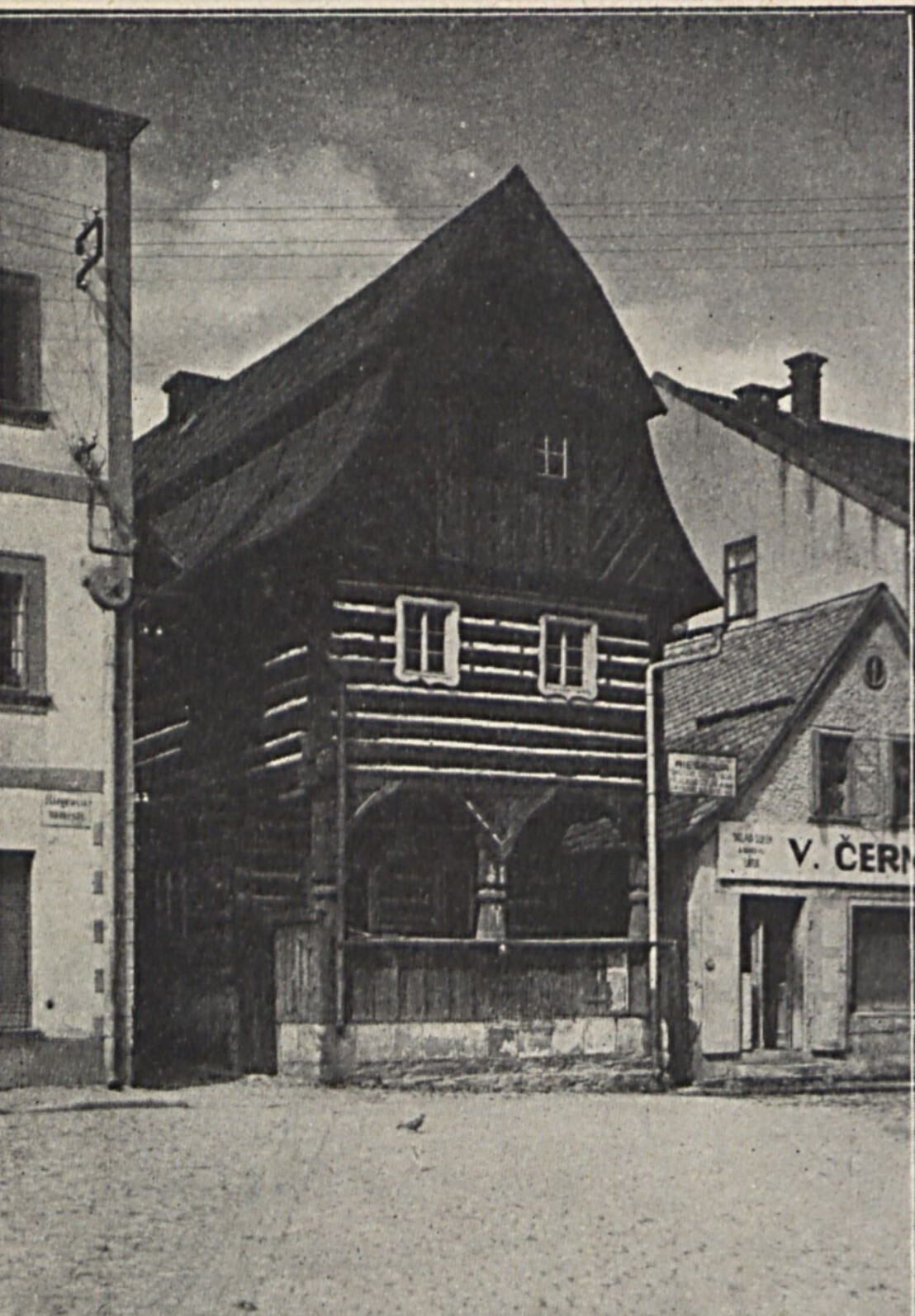
Původní roubená stavba

První muzeum na náměstí (avšak v jiném místě) bylo zřízeno již roku 1860.
Na místě současné budovy stály tři roubené budovy (jedny z nejstarších ve městě), nazývané jako Klemencovsko. Byly postaveny roku 1792. Myšlenka vybudování spořitelny zde byla již v na začátku 20. let 20. století. Roku 1924 železnobrodská spořitelna zakoupila pozemky a chystala se na tomto místě postavit nový peněžní ústav. Snahy však brzdily snahy o zachování roubených domů ze strany města i dalších spolků (např. Svaz Československých spolků pro okrašlování a ochranu domoviny, Sdružení pro povznesení znalosti památek, Klub za starou Prahu...)
Architektonickou soutěž vyhrála roku 1931 firma Jindřicha Freiwalda a Jaroslava Böhma. Památkový úřad o tři roky později udává souhlas ke stavbě nové stavby pod podmínkou, že dům čp. 197 bude rekonstruován s náležitou opatrností. Stavba proběhla v letech 1934 až 1936. Provedla ji firma ing. Matolína. Již po dokončení sloužila část objektu městskému muzeu. 
Po sametové revoluci si pro své fungování zabralo muzeum více místa. Také se v objektu nachází informační centrum a pobočka České spořitelny.

## Popis
Nárožní stavba na severovýchodní části náměstí má nepravidelný půdorys. Dvoupatrový kubický objekt je od prvního patra obložen cihelným obkladem. Na západním průčelí se nachází přesahující část. Na vstupním průčelí se nachází terasa, které dominují dvě sochy: Práce (od Jaroslava Brychty) a Spořivost (od Ladislava Přenosila). Západní průčelí je pak tvořeno štítem roubeného domu Klemencovska.
Interiér zůstal téměř zachován. Jeho autory jsou žáci a profesoři železnobrodské sklářské školy. V prostoru pokladny jsou leptaná skla s nápisem „KDO ŠETŘÍ MÁ ZA TŘI“. Ve dvoraně se nachází skleněná fontána od Aloise Meteláka. Nachází se zde také mozaika s motivem skláře zhotovená Janem Tumpachem podle návrhu Oldřicha Žáka.